# Jenő Buzánszky
Jenő Buzánszky (4. května 1925 – 11. ledna 2015) byl maďarský fotbalista a trenér. V maďarská reprezentaci hrál na místě pravého obránce. V padesátých letech patřil ke Zlaté jedenáctce, mezi její další hráče patřili Ferenc Puskás, Zoltán Czibor, Sándor Kocsis, József Bozsik a Nándor Hidegkuti. Jako jediný nehrál ani za Honvéd ani za MTK Hungária FC. Po 274 ligových zápasech skončil hráčskou kariéru a stal se trenérem. V roce 1996 se stal místopředsedou Maďarské fotbalové federace.
V reprezentaci debutoval 12. listopadu 1950 při remíze 1-1 s Bulharskem. V reprezentaci sehrál celkem 48 zápasu a jako hráč legendární Zlatá jedenáctka pomohl k zisku zlaté olympijské medaile v roce 1952 a k vítězství ve Středoevropském mistrovství v roce 1953. Také byl v týmu, který dvakrát porazil Anglii. Na MS 1954 sehrál všech pět zápasů. Zemřel po dlouhé nemoci 11. ledna 2015 ve věku 89 let, byl posledním žijícím hráčem Zlaté jedenáctky.

## Úspěchy
Maďarsko
- Olympijský vítěz
  - 1952
- Středoevropské mistrovství
  - 1953
- Mistrovství světa
  - finalista: 1954